# 徐葆初
徐葆初（？—17世紀），字元赤，號石鍾，直隸揚州府江都縣籍，江阴县人，明朝、南明政治人物。

## 生平
崇禎六年（1633年），徐葆初中式癸酉科應天鄉試九十四名舉人，次年（1634年）聯捷甲戌科二甲二十三名進士，他指出雙親年老，請求改任南京得准許，八年獲授南京工部都水司主事，改營繕主事。當時流寇毀壞鳳陽皇陵，復修估費四十多萬金，工部尚書劉定國推薦他監督工程，三年內完工，只需二十多萬金。朝廷因為他的廉潔干練，十二年提拔他為营缮司郎中。
弘光時和朱日爃、賈必選、陳文顯、蔡宸恩、文伯達、吳憲湯、姜紹書、包壯行、史延曇、顏俊彥、胡其枝、汪挺、余長弘、沈璇卿、周必強、鄭俠如、徐弘道等同在工部任職，後事不詳。

## 家族
曾祖徐鸿，祖徐希颜，父徐明儒，增广生。

## 引用
1. ↑  乾隆《江都縣志·卷十二·選舉》：（崇禎）癸酉（舉人） 徐葆初 成進士
2. ↑  《崇祯七年甲戌科进士三代履历》：徐葆初，曾祖鸿，祖希颜，父明儒。匠锺，易四房，甲辰年十二月二十九日生，扬州府江都籍江阴县，癸酉九十四，會一百十五名，二甲二十三名，兵部观政，乙亥授南工部都水司主事，改营缮司，管陵工，己卯升营缮司郎中。
3. ↑  錢海岳《南明史·卷三十一·列傳第七》：葆初，字元赤，江都人。崇禎七年進士。授營繕主事，督修皇陵，三年工竣，止費二十萬金。
4. ↑  乾隆《江都縣志·卷二十·亮績》：徐葆初，字元赤，崇禎甲戌進士。上例授部主事，以親老乞改南工部。時流寇燬鳳陽陵寢，剋期復建，估費四十餘萬金。工部尚書劉定國疏薦葆初督工役，未三載竣工，止費二十餘萬金。
5. ↑  錢海岳《南明史·卷三十一·列傳第七》：（弘光）時工部先後司官可紀者，為徐葆初、朱日爃、賈必選、陳文顯、蔡宸恩、文伯達、吳憲湯、姜紹書、包壯行、史延曇、顏俊彥、胡其枝、汪挺、余長弘、沈璇卿、周必強、鄭俠如、徐弘道云。…………遷郎中。
6. ↑  乾隆《江都縣志·卷二十·亮績》：朝廷嘉其廉幹，擢本部郎中。 康熙府志